# 30566 Стокс
30566 Стокс (30566 Stokes) — астероїд головного поясу, відкритий 29 липня 2001 року.
Тіссеранів параметр щодо Юпітера — 3,502.
Названо на честь Джорджа Габрієля Стокса - британського математика і фізика, (1819-1903).